# Herb gminy Dąbrowa Zielona
Herb gminy Dąbrowa Zielona – jeden z symboli gminy Dąbrowa Zielona, autorstwa Kamila Wójcikowskiego i Roberta Fidury, ustanowiony 12 października 2014.

## Wygląd i symbolika
Herb przedstawia na tarczy w polu zielonym od czoła różę srebrną ze środkiem i listkami złotymi, od podstawy dwa liście dębowe, każdy z żołędziem, złote, w klin.
Róża została zaczerpnięta z herbu Poraj rodziny Dąbrowskich. Rodzina ta posiadała Dąbrowę Zieloną od XIII wieku do XVII wieku. Pierwszym właścicielem wsi był Spitygniew (wojewoda łęczycki), który miał otrzymać Dąbrowę od Konrada I mazowieckiego. Z rodziny tej Stanisław Dąbrowski (archidiakon) ufundował w 1554 roku miejscowy kościół parafialny (Parafia św. Jakuba Apostoła w Dąbrowie Zielonej). Stylizacja herbowej róży zaczerpnięta została z płaskorzeźby herbowej z XVI wieku, podpisanej inicjałami Stanisława Dąbrowskiego. Liście dębowe oraz zielona barwa tarczy stanowią elementy mówiące.

## Historia

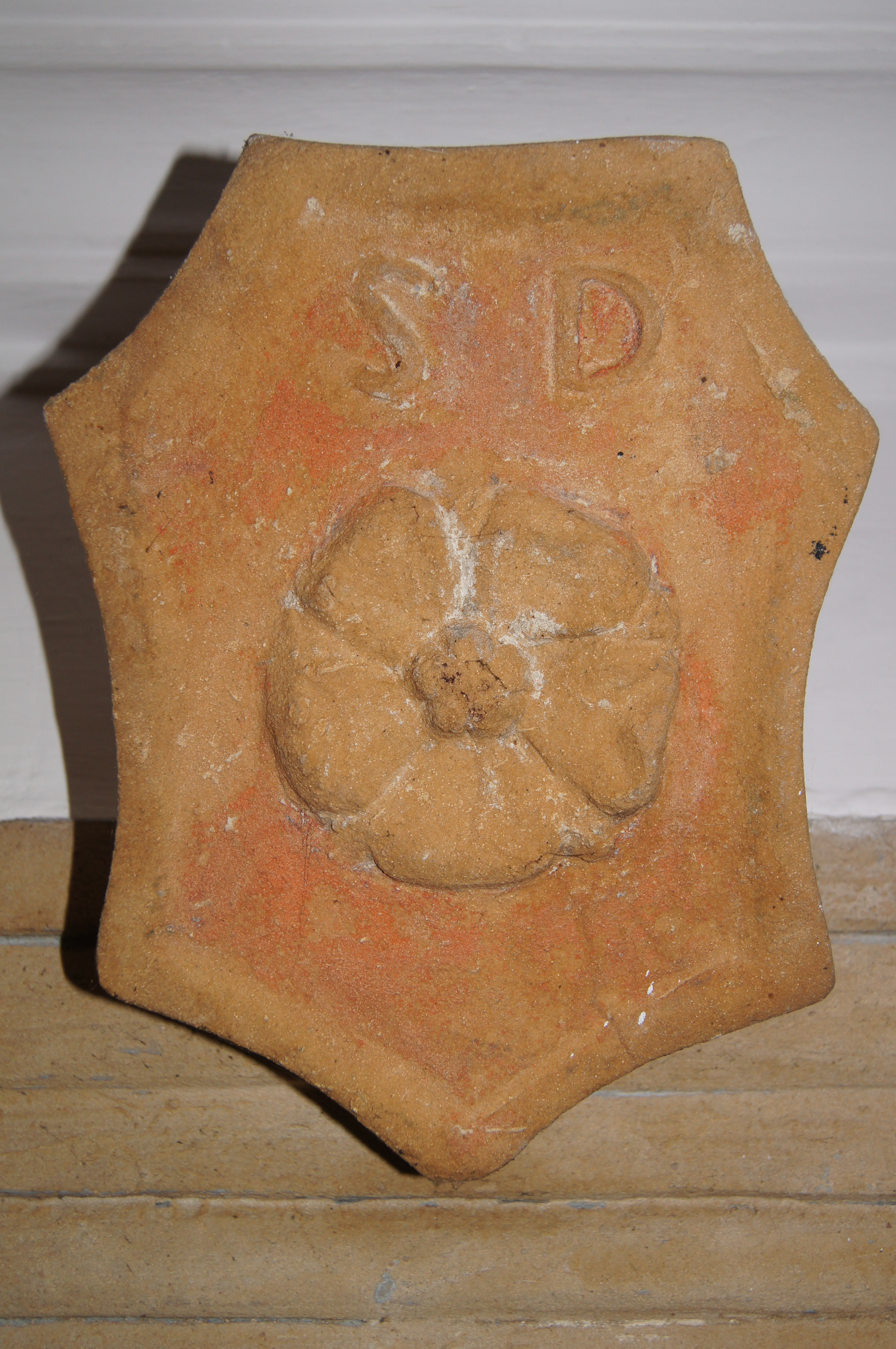
Herb Poraj Stanisława Dąbrowskiego nad przejściem na zakrystię kościoła parafialnego w Dąbrowie Zielonej

W roku 2012 władze gminy Dąbrowa Zielona rozpoczęły procedurę zmierzającą do ustanowienia herbu gminy Dąbrowa Zielona. Miejscowy plastyk, we współpracy z historykiem Witoldem Błaszczykiem, sporządzili zestaw projektów, które następnie poddano konsultacji z mieszkańcami gminy. Mieszkańcy wypowiadali się na temat herbów za pośrednictwem sondy internetowej. Zaproponowane herby nawiązywały do herbu Poraj Dąbrowskich, tradycji puszczańskich (łowiectwo) i rolniczych, oraz do nazwy gminy (liście dębowe, zielone lewe pole herbu, inicjał „D”). Część projektów była słuszna od strony symbolicznej, jednakże nie zostały opracowane zgodnie z zasadami klasycznej heraldyki polskiej.